# Rhaconotus guineensis
Rhaconotus guineensis är en stekelart som först beskrevs av Szepligeti 1914.  Rhaconotus guineensis ingår i släktet Rhaconotus och familjen bracksteklar. Inga underarter finns listade i Catalogue of Life.